# Lescout
Lescout település Franciaországban, Tarn megyében. Lakosainak száma 774 fő (2022. január 1.). Lescout Lempaut, Saint-Avit, Saint-Germain-des-Prés, Soual és Verdalle községekkel határos.

## Népesség
A település népességének változása:
| Lakosok száma | 665  | 700  | 706  | 711  | 721  | 731  | 757  | 771  | 774  |
|               | 2013 | 2015 | 2016 | 2017 | 2018 | 2019 | 2020 | 2021 | 2022 |